# Monte Sirai
Monte Sirai è un sito archeologico nei pressi di Carbonia, nella provincia del Sulcis Iglesiente. Monte Sirai è una celebre altura edificata dai Fenici di Tiro (provenienti da Sulci, l'odierna Sant'Antioco), ha i referenti nell'assiro Ṣuru, fenicio Ṣr, ebraico Ṣôr il cui significato è "roccia" o "scoglio" da cui il nome "Tiro".
La storia degli studi di Monte Sirai ha una data ben precisa: l'autunno del 1962, quando un ragazzo carboniense ritrova una figura femminile scolpita su una stele del tofet. In seguito ad ulteriori sopralluoghi, nell'agosto 1963 la soprintendenza locale e l'Istituto di Studi del Vicino Oriente dell'Università "La Sapienza" iniziano gli scavi, che portano ad uno studio abbastanza completo di tutto l'abitato punico.

## Storia

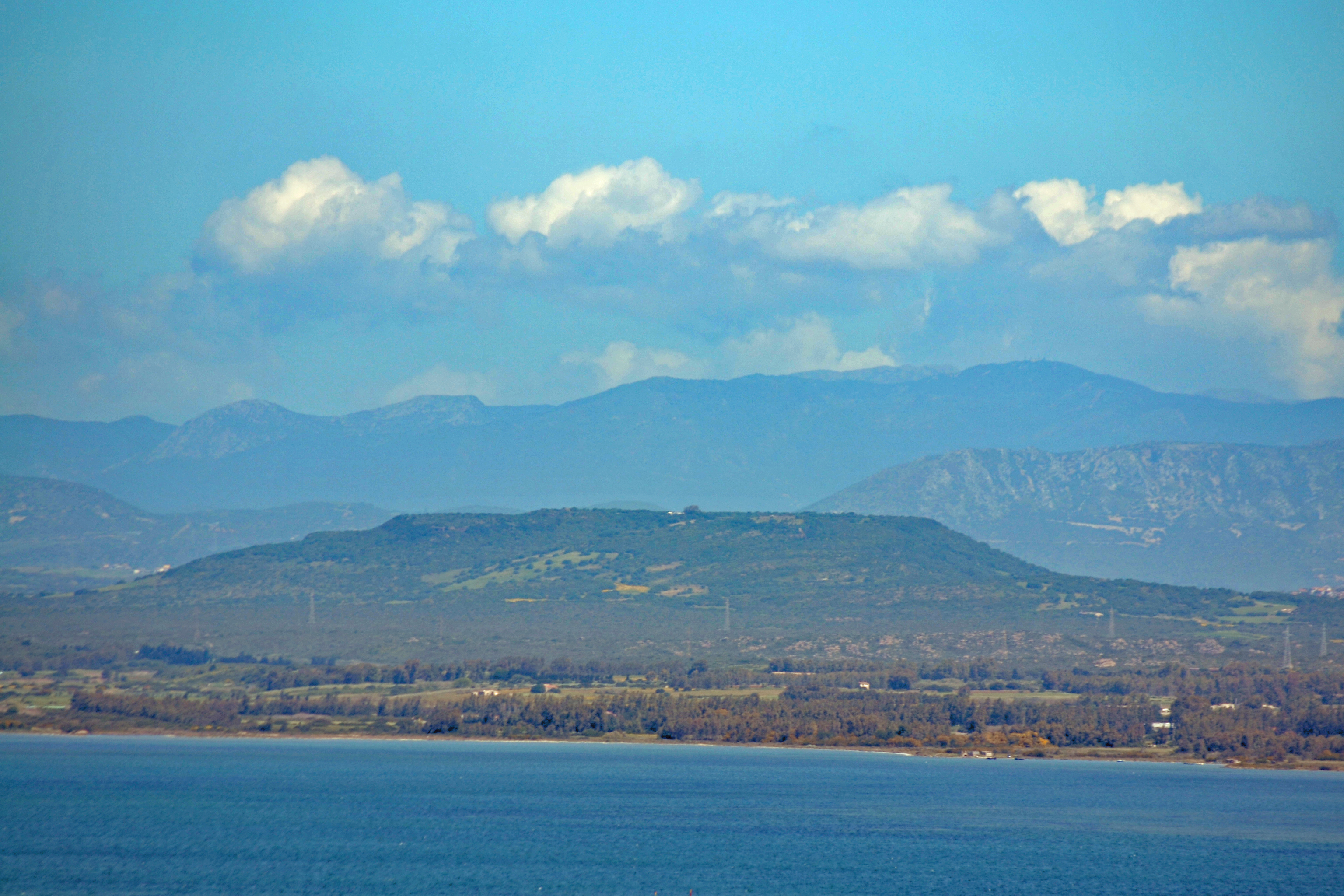
Monte Sirai visto da Sant'Antioco: la posizione del colle era considerata strategica per la possibilità di controllare le vie di comunicazione terrestri e marittime dell'attuale Sulcis

Data la posizione eccellente del territorio, il sito è stato meta d'insediamento fin dall'età neolitica. Alcune torri nuragiche testimoniano infatti una vita intensa fin dalla prima metà del II millennio a.C. Le prime testimonianze fenicie risalgono al 750 a.C. circa, quando anche le altre città della Sardegna cominciano a presentarne le prime tracce. L'abitato si struttura intorno al cosiddetto mastio, luogo sacro oggetto di diverse ristrutturazioni, forse con funzione difensiva. Il ritrovamento di una statua della dea Astarte (oggi al Museo Nazionale di Cagliari), rinvenuta nel 1964, confermerebbe un utilizzo di tipo religioso.
La fortezza subi gravi danni intorno alla  seconda metà del VI secolo a.C; fu forse  l'epicentro della prima fallimentare spedizione militare cartaginese in Sardegna guidata da Malco, quando, secondo alcune ipotesi, venne conquistata dai Sardi nuragici attorno al 540 a.C ma poi presa da Cartagine tra il 535 e il 510, con la guerra vinta dai Magonidi: i fratelli Asdrubale I, caduto in battaglia, e Amilcare I.
L'abitato risentì della conquista cartaginese, con lo stanziamento di una dozzina di famiglie di origine nord-africana, deducibile dalla presenza di altrettante sepolture di tipo punico a ipogeo. La cinta muraria viene rafforzata intorno al 370 a.C., periodo in cui s'impianta il primo tofet locale. Un successivo restauro delle fortificazioni e del mastio si ha all'indomani della prima guerra punica; sotto il dominio romano vennero smantellate tutte le strutture militari principali. Intorno al 110 a.C. il sito viene inspiegabilmente abbandonato: ulteriori frequentazioni sono testimoniate da alcune monete costantiniane trovate nel sacello del tofet.

## Abitato

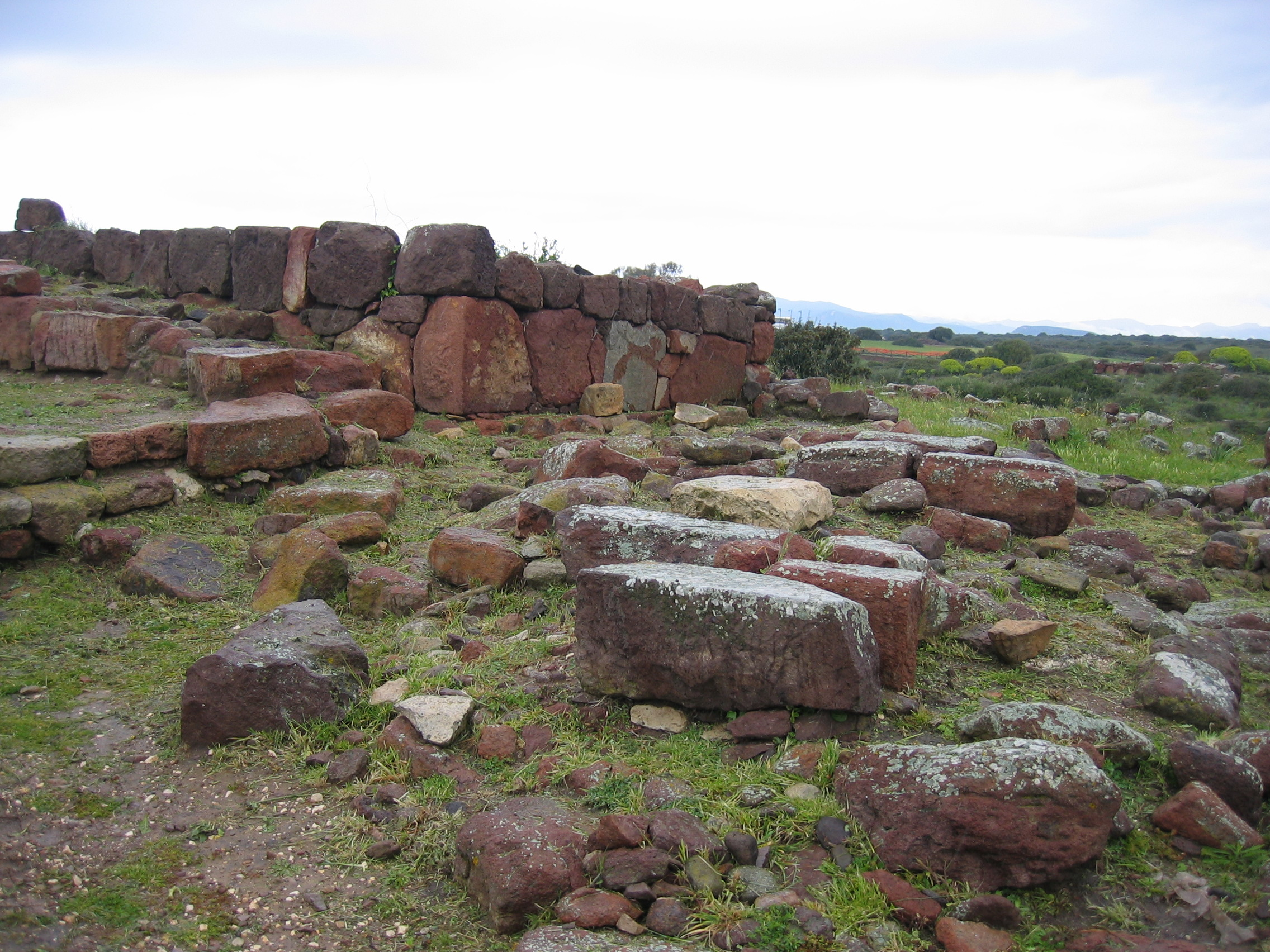
Un'altra vista dal sito.

Inizialmente supposto come centro militare, al contrario è oggi attestato che il sito ebbe prevalentemente funzione civile. L'abitato di età punica corrisponde alla zona dell'Acropoli e dell'opera avanzata, mentre il mastio è antecedente. L'area dell'abitato, identificata come acropoli, mostra all'ingresso un pomerio, un'opera difensiva ottenuta con un fossato artificiale, qui realizzato probabilmente sfruttando una crepa naturale già presente. Di fronte si trova la zona dell'opera avanzata, risalente al III millennio a.C., in cui emergono due edifici, oltre agli ambienti domestici.
L'unica opera pubblica conosciuta è il Mastio, fondamentale per il suo utilizzo continuativo dalla fondazione della città fino all'abbandono. Sono state individuate quattro fasi, di cui le prime due, quelle fenicia e punica (VI e V secolo a.C.) mostrano una preponderanza della funzione militare. In seguito, in età sardo-punica, nel III secolo a.C. circa, l'edificio viene adattato a tempio; questa funzione prosegue, affiancata a quella militare, sotto il dominio romano fra II e I secolo a.C. Fra le abitazioni, solamente due case sono state studiate approfonditamente: la Casa Fantar, dal nome del suo scavatore, priva di finestre con un ingresso a corridoio; a Casa del Lucernario di Talco, così definita per il ritrovamento di una lastra di talco che fungeva da lucernario, costituita da quattro vani.

## Necropoli punica

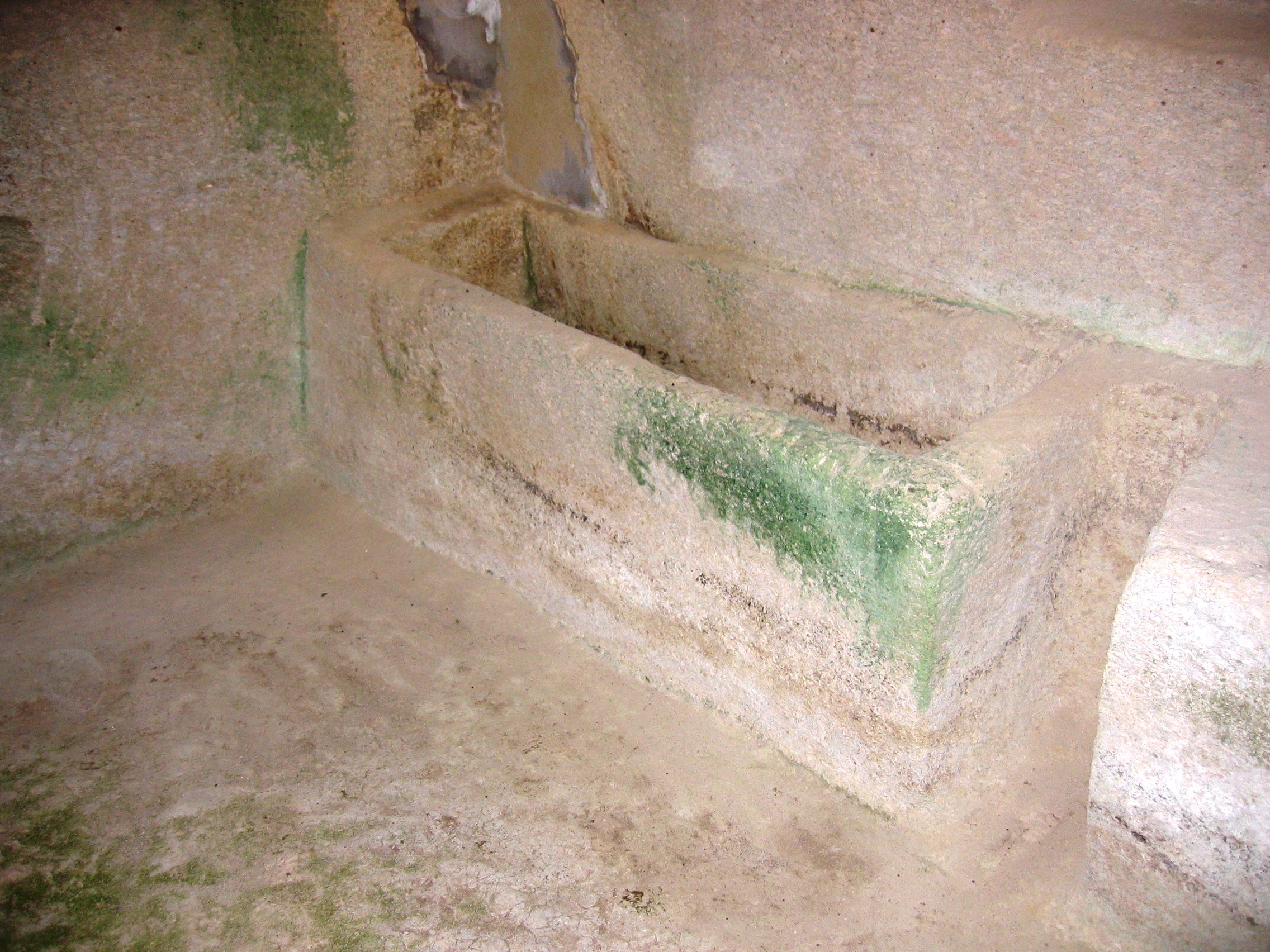
Un interno delle tombe a inumazione della necropoli punica.

È possibile datare la necropoli ipogea a partire dalla fine del VI secolo a.C., età in cui il centro fenicio di Monte Sirai, in concomitanza con il resto dell'isola, subì la conquista da parte delle truppe cartaginesi. L'innesto di nuovi abitanti provenienti dall'Africa settentrionale comportò un cambiamento delle usanze funerarie: al rito dell'incinerazione, prevalente durante la fase fenicia, subentrò quello dell'inumazione, che prevedeva la sepoltura del cadavere intatto. Situata a nord-ovest dell'area funeraria arcaia ad incinerazione, la necropoli si compone di tredici tombe a camera, undici delle quali scavate nel tufo che ricopre la valle, le restanti due situate ai piedi della falesia su cui sorge il tofet e ottenute dall'ampliamento di due domus de janas. Un'ulteriore tomba, la n. 9, si presenta interrotta al solo corridoio d'accesso, forse a causa della scarsa qualità del tufo.

## Tofet

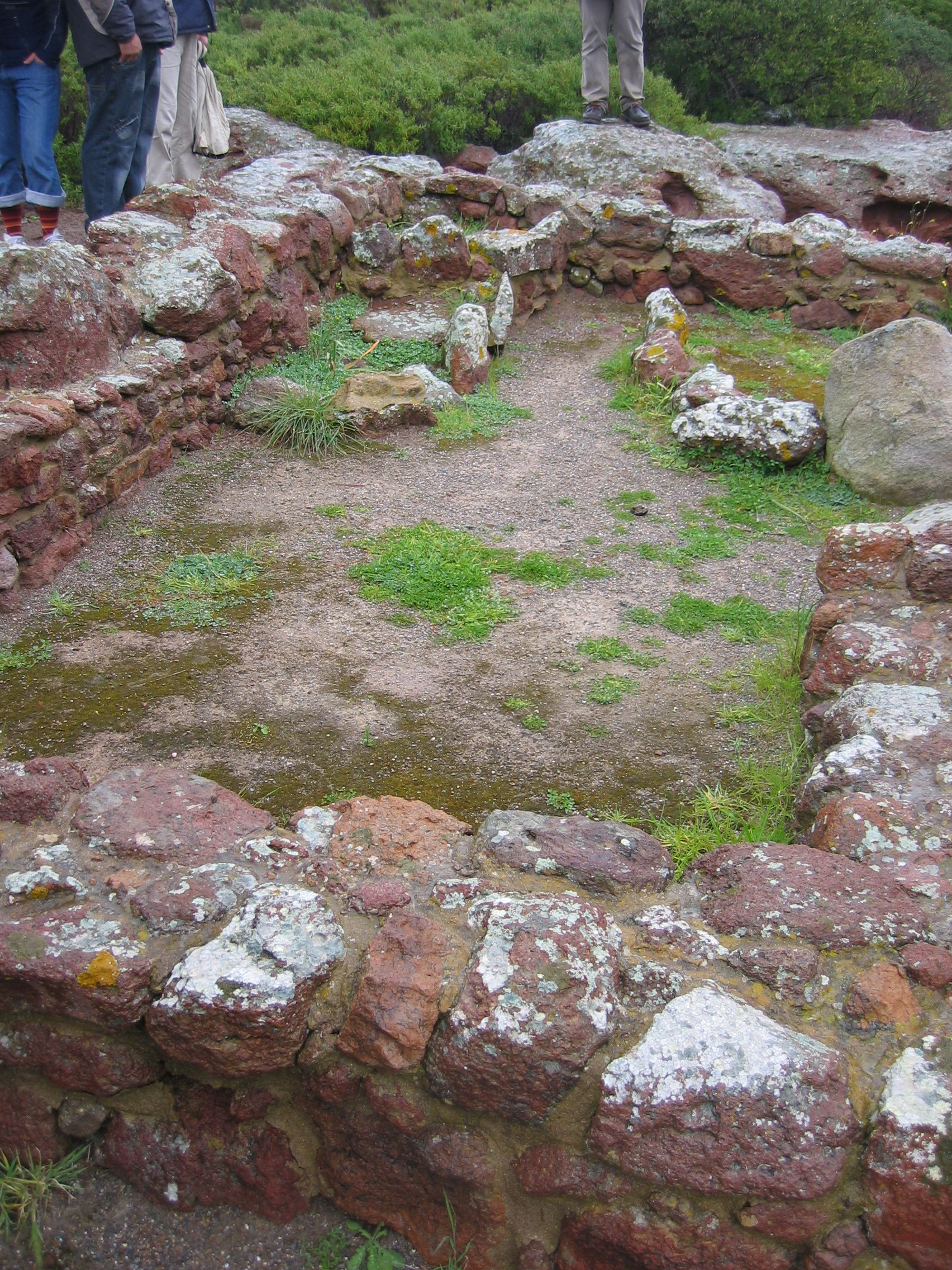
Parte del tofet visto da ovest.

Il tofet sorge intorno al 360 a.C., quando Cartagine decide di fortificare il sito, parallelamente alle altre cittadine sarde. È situato su un piazzale a due livelli, con le urne sepolte in quella inferiore: le urne sono totalmente pentole da cucina con un piatto di copertura, con all'interno le ossa di bambini ed alcuni animali. Sono stati ritrovati anche dei piccoli oggetti (amuleti, monili, vasellame in miniatura), che si pensa costituissero non il corredo, ma i giocattoli posseduti dai bambini. Gli strati di sepoltura sono due, il cui secondo - più piccolo - è in uso solamente dopo il 238 a.C.
Le stele del tofet di Monte Sirai rappresentano prevalentemente un tempio egittizzante, con elementi decorativi canonici: si suppone siano stati ispirati dal tofet della vicina Sulki. Sul livello superiore della terrazza è stato identificato un tempio, diviso in tre settori, di cui solamente due coperti. Nell'ultimo vano, oltre ai resti ossei, sono stati raccolti anche frammenti di alcune statue votive, probabilmente spezzate in occasione di un rito particolare.

## Galleria d'immagini

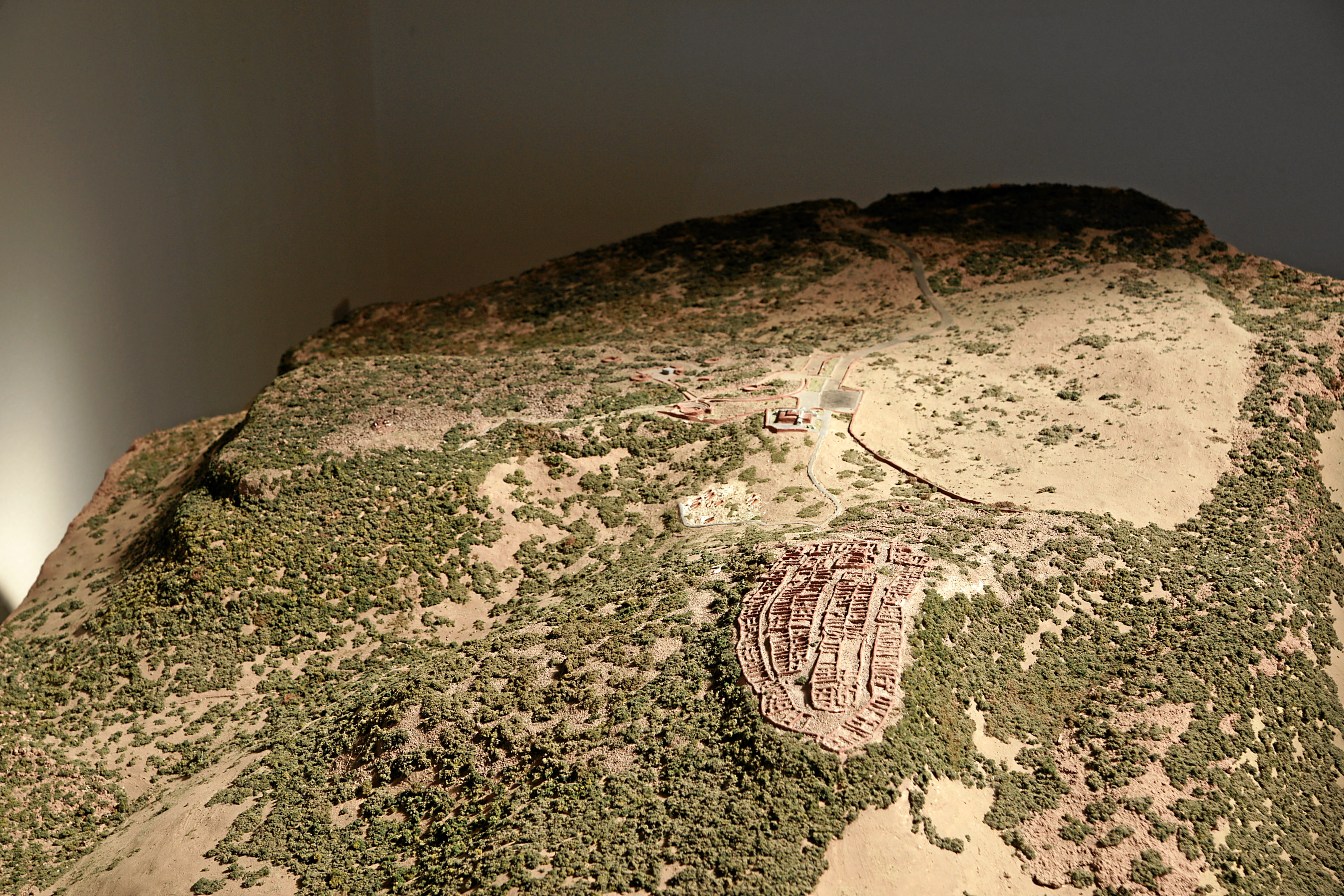
Modello
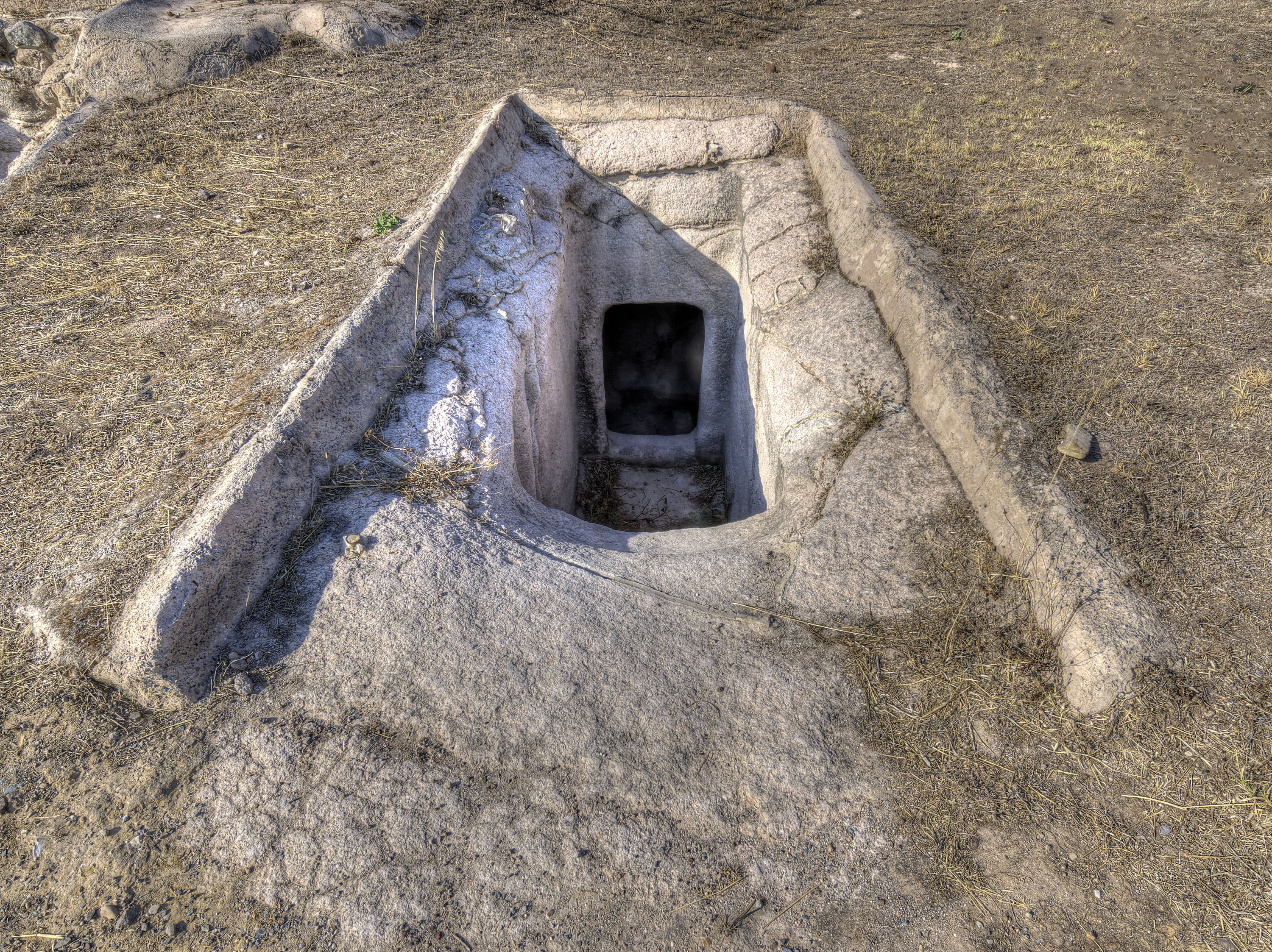
Tomba ipogeica
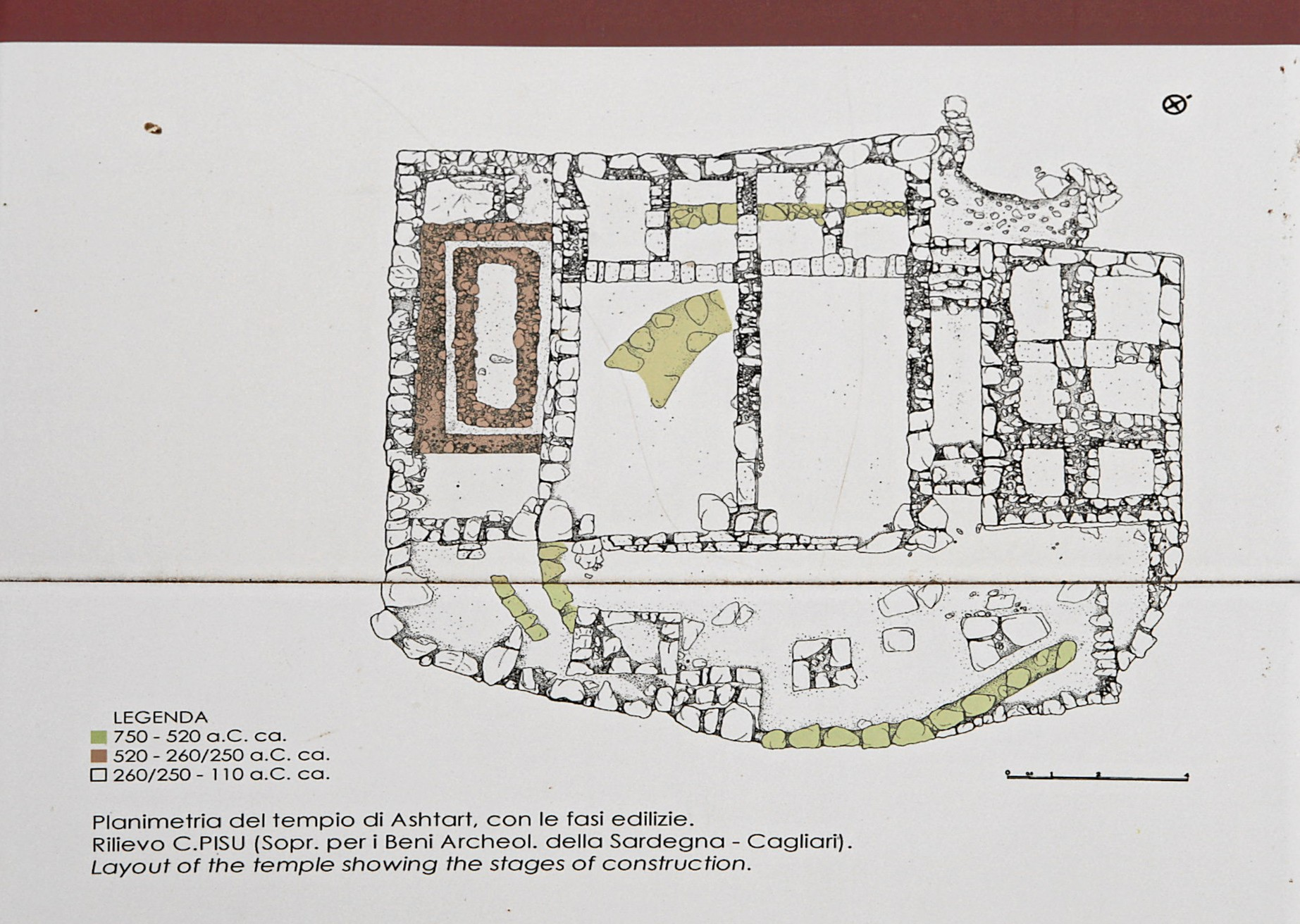
Planimetria del tempio di Astarte
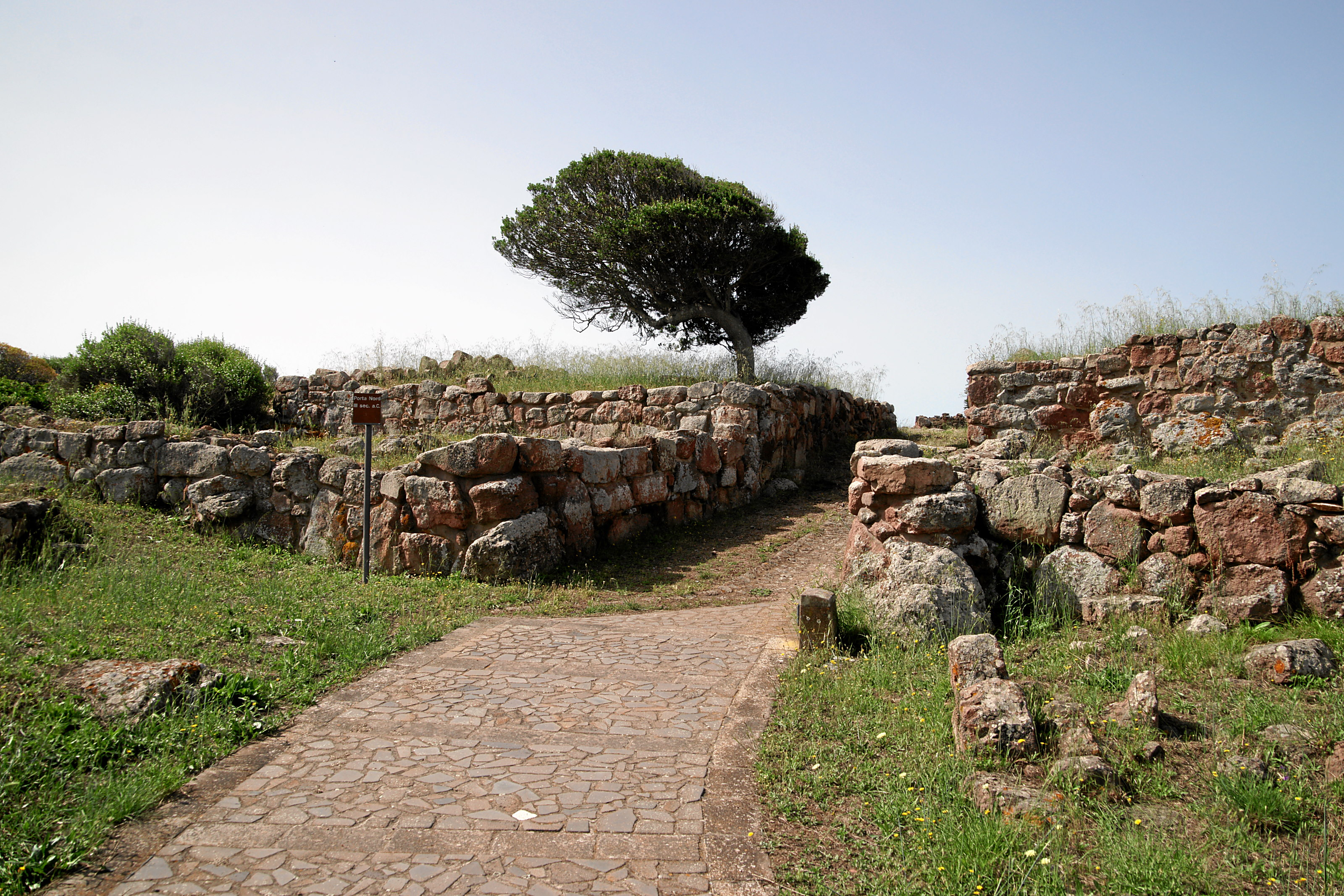
Acropoli